# William Riker
William Thomas Riker je fiktivni lik iz američke znastveno-fantastične serije Zvjezdane staze kojeg glumi Jonathan Frakes. Pojavljuje se u serijalu Nova generacija, filmovima: Generacije, Prvi kontakt, Pobuna i Nemesis.

## Životopis
William se rodio na Aljaski kamo se obitelj doselila s juga. Majka mu je umrla veoma rano, a otac ga je napustio kada je imao petnaest godina. Godine 2353. upisao se na Akademiju Zvjezdane Flote i završio kao osmi najbolji u generaciji.
Sedam mjeseci nakon diplome, zastavnik Riker je dobio službu pilota na USS Pegasusu pod zapovjedništvom Erika Pressmana. Poslije incidenta na Pegasusu koji je doveo do uništenja broda, Riker je stacioniran na planetu Betazed gdje je upoznao Deannu Troi s kojom je bio u višegodišnjoj vezi. Godine 2361. promaknut je u poručnika i premješten u službu na USS Potemkin. Tijekom misije na planetu Nervala IV, Riker je pri povratku teleportiran dvostrukim signalom, od kojih se jedan vratio na Pegasus, a drugi je ostao, kao njegov duplikat, na planeti. Oba Rikera srela su se tek osam godina poslije što je rezultiralo zbrkom, jer su se obojica smatrala pravim Rikerom. Poslije misije, Riker je unaprijeđen u natporučnika, a uskoro je postao prvi časnik na brodu USS Hood.
Godine 2364. dobio je priliku za promaknuće u kapetana USS Drakea, što je odbio kako bi mogao služiti na najelitnijem brodu Zvjezdane Flote, novom Enterpriseu-D. Stupio je u službu kao prvi časnik u timu kapetana Jean-Luca Picarda. Na brodu je susreo svoju staru ljubav, Deannu Troi s kojom je s vremeno bio izgubio kontakt.
Godine 2366. Borg je izvršio napad na Enterprise i oteo kapetana Picarda, nakon čega je Riker privremeno preuzeo dužnost zapovjedajućeg kapetana. Za vrijeme Klingonskog građanskog rata (2367. – 2368.), dobio je privremeno zapovjedništvo nad USS Excaliburom, ali je 2369. tijekom Picardove otmice od strane Kardasijanaca, zapovjedništvo nad Enterpriseom predano kapetanu Jellicu, koji ga je, zbog nesuglasica, smijenio s dužnosti.
Riker je 2371. zapovijedao i posljednjom bitkom na Enterpriseu-D, kada su brod napale Durasove sestre po naredbi dr. Sorana. Kako bi izbjegao katastrofu koja je prijetila zbog puknuća warp jezgre, Riker je evakuirao osoblje u tanjur broda i odvojio ga od ostatka broda koji je uskoro eksplodirao. Međutim, i sam tanjur je teško stradao prilikom slijetanja na planet Veridian III.
Godine 2372. prebaćen je s ostatkom posade na novi Enterprise-E. Sljedeće godine Enterprise se opet sukobio s Borgom koji ih je vratio u prošlost gdje je Riker upoznao legendarnog izumitelja warp pogona, Zeframa Cochrana.
Godine 2379. Riker i Deanna Troi su se vjenčali, uoći Rikerovog odlaska na dužnost kapetana na USS Titanu.

## Osobni interesi
Riker voli slušati jazz i zna svirati trombon i klavir. Često igra poker s Datom, Worfom, dr. Crusher i La Forgeom. Od sportova najviše voli anbo-jytsu, tai chi chuan i ribolov. Također, igra trodimenzionalni šah, a najomiljenije mjesto za odmor mu je Risa.